# 稲垣幸雄
稲垣 幸雄（いながき ゆきお、1977年12月25日 - ）は、日本中央競馬会（JRA）・美浦トレーニングセンターの調教師。埼玉県出身。

## 来歴
中学生の時にオグリキャップ、トウカイテイオーのレースを見て競馬に興味を持ち始める。高校卒業後、日本獣医畜産大学へ進学。馬術部に所属した。
大学卒業後ノーザンファームに就職し2年間働いた後、2003年4月にJRA競馬学校厩務員課程に入学する。阿部新生厩舎で厩務員、調教厩務員を務め、2003年10月に萩原清厩舎に移籍し、2007年7月から調教助手に転向した。
2018年に8度目の挑戦でJRA調教師免許試験に合格し、翌2019年から美浦トレセンに厩舎を開業した。
2020年2月11日に行われた佐賀記念でナムラカメタローが勝利し、重賞初制覇。

## 調教師成績

### 概要
|                    | 日付          | 競馬場・開催  | 競走名            | 馬名               | 頭数 | 人気 | 着順 |
| ------------------ | ------------- | ------------- | ----------------- | ------------------ | ---- | ---- | ---- |
| 初出走             | 2019年3月3日  | 1回阪神4日4R  | 障害4歳以上未勝利 | シャイニードラード | 14頭 | 14   | 12着 |
| 初勝利             | 2019年4月20日 | 1回福島5日5R  | 障害4歳以上未勝利 | ホウオウカーニバル | 11頭 | 4    | 1着  |
| 重賞初出走・初勝利 | 2020年2月11日 | 20回佐賀3日9R | 佐賀記念          | ナムラカメタロー   | 12頭 | 2    | 1着  |

## 主な管理馬
- ナムラカメタロー（2020年佐賀記念）